# Eleven Madison Park
Eleven Madison Park — ресторан изысканной высокой кухни, специализирующийся на блюдах новой американской кухни (в другом переводе — современной американской кухни). Расположен на перекрёстке Мэдисон-авеню, 11 и улицы Ист-24, в районе Флэтайрон на Манхэттене, в Нью-Йорке. Занял 3 место среди 50 лучших ресторанов мира в 2016 году и возглавил список в 2017 году. С 2012 года ресторан был удостоен 3 звёзд Мишлен.

## История
Ресторан, созданный архитектурным бюро Бентель и Бентель, расположен в историческом здании Метрополитен Лайф Билдинг, напротив Мэдисон-сквер. Ресторан был открыт в 1998 году и изначально принадлежал ресторатору Дэнни Мейер, у которого в 2011 году его выкупили Дэниэл Хамм и Уилл Гуидара, работавшие здесь шеф-поварами с 2006 года. Даниэл Хамм и Вилл Гуидара также владеют и управляют рестораном NoMad в отеле NoMad, открывшемся в 2012 году, и Made Nice, рестораном выездного обслуживания (кейтеринг) на Манхэттене. Рестораны входят в группу Make It Nice.
С 9 июня по 11 октября 2017 года Eleven Madison Park был закрыт на реконструкцию, в основном для модернизации кухни, которая не обновлялась почти 20 лет. Реконструкция проводилась в сотрудничестве с архитектурной фирмой Allied Works.
В 2019 году Хамм и Гуидара приняли решение прекратить сотрудничество и совместное управление рестораном. Хамм остался единственным владельцем Make it Nice.
В 2020 году ресторан был вновь закрыт из-за пандемии COVID-19. С октября этого года Eleven Madison Park совместно с благотворительной организацией Rethink Food запустил программу To Go, впервые создав меню обедов «на вынос». Каждый купленный обед обеспечивал 10 порций еды для жителей Нью-Йорка, испытывавших проблемы с пропитанием в период локдауна. Готовили в помещениях ресторана сотрудники Eleven Madison Park и волонтеры Rethink Food.
В июне 2022 года Business Insider сообщил, что ресторан борется с высокой текучестью кадров, связанной с тяжелыми условиями труда, включая 80-часовую рабочую неделю, запрет чаевых и низкую почасовую оплату. Так же бывшие сотрудники сообщали, что в ресторане практиковалась нерациональная утилизация продуктов, которые не были просрочены, но не использовались из-за внешних дефектов или по другим причинам. Вместо того, чтобы быть компостированными или пожертвованными, продукты просто выбрасывались.

## Меню
В 2015 году колумнист Harper's Magazine Таня Голд написала о меню: «Для меня это не еда, потому что она приготовлена больше с навязчивой идеей, чем с любовью. Она психологически не питательна. Это пища, превращенная в оружие, пища, замученная и искаженная… блюда не для того, чтобы утолить голод, а для того, чтобы расстроить других».
До объявления локдауна в марте 2020 года ресторан предлагал гостям сезонное меню из нескольких блюд, вдохновлённое местной историей, культурой и ингредиентами. Меню на вынос в период пандемии включало в себя 8 блюд, барное — 5. Позиции обоих меню состояли из наиболее распространенных ингредиентов, что должно было обеспечить им более широкую популярность.
3 мая 2021 года руководство ресторана объявило о том, что они полностью меняют концепцию меню, исключая из него все продукты животного происхождения и переходя на растительное меню. Новое меню было запущено в июне того же года и получило неоднозначные отзывы. Ресторан попал в центр скандала из-за этого решения, поскольку почти сразу обнаружилось, что в новом, полностью веганском заведении есть приватный зал, в котором гостям подают блюда из рыбы и мяса. По мнению инсайдеров, зал рассчитан в основном на корпоративное обслуживание и приносит ресторану основной доход. Также сообщалось, что решение по кардинальной смене концепции было связано с увлечением шеф-повара Хамма романами со знаменитостями. Переход на веган-меню случилось почти сразу после того, как стало известно, что Дэниэл начал встречаться с вдовой Стива Джобса, Лорен Пауэллой Джобс, которая является вегетарианкой и активисткой этого образа жизни. Руководство ресторана воздержалось от комментариев на этот счет.

## Кулинарная книга
Кулинарная книга «The Eleven Madison Park Cookbook» была опубликована в 2011 году; Хамм и Гуидара выпустили дополнительные кулинарные книги, в том числе: «Я люблю Нью-Йорк: Ингредиенты и рецепты» (I Love New York: Ingredients and Recipes), «Кулинарная книга NoMad» (The NoMad Cookbook), и «Eleven Madison Park: Следующая глава» («Eleven Madison Park: The Next Chapter»).

## Премии и награды
- La Liste — список 1000 лучших ресторанов, в декабре 2015 года Eleven Madison Park расположился на 4-м месте в США и на 241-м месте в мире[17];
- Relais & Châteaux — позиционируетEleven Madison Park как Grand Chef, 2008[18];
- The New York Times — четыре звезды, 2015[19] и 2009[20];
- Премия Фонда Джеймса Бирда[англ.] — «За выдающиеся заслуги», 2016[21]; «Выдающийся шеф-повар», Даниэль Хамм, 2012[21]; «Выдающийся шеф-кондитер», Анджела Пинкертон, 2011[21]; «Выдающийся ресторан», 2011[21]; и «Лучший шеф-повар»: Нью-Йорк Сити, Даниэль Хамм, 2010[21];
- 50 лучших ресторанов мира — 50 место в 2010 году[22]; 24 в 2011 году[23]; 10 в 2012 году, 5 в 2013 году[24]; 4 в 2014 году[24]; 5 в 2015 году, 3 в 2016 году и 1 в 2017 году[24];
- Grand Table du Monde — 2014[25];
- Премия Wine Spectator — 2011—2016 годы[26];
- Путеводитель Forbes — Пять звезд, 2010—2014[27];
- Гид Мишлен — Три звезды, 2012—2018[28];
- Рейтинг Загат[англ.] — рейтинг 28 в области продуктов питания, декора и обслуживания в 2014 году. Это делает его лучшим рестораном в округе Флэтайрон и одним из лучших ресторанов в Нью-Йорке[29];